# John C. Reilly
John Christopher Reilly, född 24 maj 1965 i Chicago i Illinois, är en amerikansk skådespelare, sångare, komiker, manusförfattare och filmproducent. Han har blivit känd för sina många biroller och har spelat både  komiska och dramatiska roller. Reilly har varit nominerad till flera priser, däribland en Oscar.

## Biografi

### Uppväxt
John C. Reilly föddes i Chicago och växte upp i området Chicago Lawns. Han uppfostrades i ett katolskt hem som femte barnet i en syskonskara på sex. Han har beskrivit sig själv som en riktig busunge och har gett ett exempel när han var 12 år gammal då han och några vänner stal 500 paket flingor från ett godståg. Han intresserade sig tidigt för skådespeleri och sökte och kom in på en av Chicagos teaterskolor, DePaul University's Goodman School of Drama, från vilken han tog examen 1987.

### Första rollerna
Förutom en statistroll i Nico: Above The Law (1988) så var Reillys filmdebut i den Brian De Palma-regisserade Uppgörelsen (1989). Han hade till en början en liten roll i filmen men De Palma gillade hans skådespeleri så mycket att han utökade rollen. Han syntes sedan bredvid Tom Cruise i Days of Thunder (1990) och bredvid Sean Penn i State of Grace (1990). Han fick sedan spela mot Jack Nicholson i Hoffa (1992) för att sen ha en större biroll i Gilbert Grape (1993) som huvudkaraktärens (Johnny Depp) kompis. Han medverkade sedan bredvid Kevin Bacon i The River Wild (1994) och som polisen i Dolores Claiborne (1995).

### Erkänd skådespelare och genombrott
Reilly fick en av de större rollerna i Paul Thomas Andersons regidebut Hard Eight (1996). De båda samarbetade åter igen i Andersons nästa film Boogie Nights (1997), där Reilly spelar porrstjärnan Reed Rothchild. Filmen kom att bli bådas stora genombrott, den blev kritikerrosad och Oscarsnominerad. Han blev sedan anlitad för att göra en av de större birollerna i ensemblefilmen Den tunna röda linjen (1998) men blev, tillsammans med flera andra medverkande, rejält bortklippt i slutversionen. Han syntes sen i indiefilmen The Settlement (1999), där han återigen blev hyllad för sin insats. Han återvände sen till att arbeta med ytterligare en Paul Thomas Anderson film. Han spelade den djupt religiösa polisen Jim Kurring i Magnolia (1999) och ansågs stjäla rampljuset från storstjärnor som Tom Cruise, Julianne Moore och Philip Seymour Hoffman.
Reilly syntes också i succéfilmen Den perfekta stormen (2000). År 2002 syntes han i tre filmer som nästkommande år alla skulle vara nominerade till Bästa film på Oscarsgalan – Chicago, Gangs of New York och Timmarna. I Chicago spelade han mot Renée Zellweger och blev även nominerad till Bästa manliga biroll på Oscarsgalan och en Golden Globe. Han blev hyllad för sin insats och Zellweger sa om Reilly "John är ofta det bästa med filmerna han är med i". Efter att ha medverkat i den Martin Scorsese regisserade Gangs of New York fick Reilly även en roll i hans nästkommande film The Aviator (2004) och spelade mot Leonardo DiCaprio. I Criminal (2004) fick han en av huvudrollerna och blev kritikerrosad. 2005 ska han ha sagt att han hoppade av Lars von Triers film Manderlay som en protest mot att en åsna skulle dödas.

### Övergång till komik
Reilly hade birollen i komedin Talladega Nights: The Ballad of Ricky Bobby (2006) och medverkade tillsammans med Will Ferrell där de spelade två Nascar förare. Adam McKay regisserade filmen som blev en stor framgång och drog in 163 miljoner dollar. Samma år var han också med i Robert Altmans sista film A Prairie Home Companion och hade en cameo i Tenacious D: Världens bästa rockband. Han medverkade också frekvent i komediprogrammet Tim and Eric Awesome Show, Great Job! mellan 2007 och 2010. Där spelade han Dr. Steve Brule, en vindrickande presentatör. Karaktären har i efterhand fått stor spridning i memekulturen. Karaktären fick också en egen spinoff serie med Check It Out! with Dr. Steve Brule (2010-2016).
Han gjorde sen titelkaraktären i biopic-parodin Walk Hard: The Dewey Cox Story (2007) där han sjöng låtarna själva och parodierade Johnny Cash och Ray Charles bland andra. För sin insats fick han två Golden Globe-nomineringar, för Bästa huvudroll och Bästa Originalsång för låten "Walk Hard". Reilly återförenades med både Adam McKay och Will Ferrell i Step Brothers (2008). Filmen har utsetts av många kritiker att vara den bästa komedin som gjorts. Samma år syntes han bredvid Seann Williams Scott i komedin The Promotion.
Reilly medverkade tillsammans med Jonah Hill och Marisa Tomei i den romantiska komedin Cyrus (2010) som han blev unisont hyllad för. År 2011 syntes han i flera filmer, däribland komedierna Kickoffen och Terri, men även i den psykologiska thrillern Vi måste prata om Kevin där hans insats blev hyllad. Han gjorde det året även den svarta komedi dramat Carnage regisserad av Roman Polanski. Han spelade mot Jodie Foster, Kate Winslet och Christoph Waltz i filmen som enbart utspelar sig i en lägenhet. Han blev hyllad för sin insats och fick frågan om han även ville vara med i pjäsen, God of Carnage, som filmen baserades på. Han var tvungen att tacka nej på grund av sitt hektiska schema.

### Storfilmer och vidare karriär
Reilly gjorde rösten åt titelrollen i den animerade Disney-filmen Röjar-Ralf (2012). Han bidrog även till manusarbetet. Filmen fick ett gott mottagande och en finansiell succé där den drog in mer än 471 miljoner dollar. Han gjorde cameos i både The Dictator (2012) och Anchorman 2 (2013) där han i sistnämnda återförenades med Adam McKay och Will Ferrell. Han hade sedan en liten biroll i Marvel-filmen Guardians of the Galaxy (2014) som blev det året tredje mest inkomstbringande film. 2015 syntes han i inte mindre än fem filmer däribland den Yorgos Lanthimos regisserade The Lobster som blev extremt hyllad.
Han medverkade sen som röst i den animerade ensemblefilmen Sing (2016) och i blockbustern Kong: Skull Island (2017) där han återigen ansågs stjäla rampljuset från filmens övriga skådespelare som John Goodman, Brie Larson och Tom Hiddleston. Han repriserade sedan sin röstroll i Röjar-Ralf kraschar internet (2018) som även den blev en succé. Han porträtterade sen Oliver Hardy (Helan) i den biografiska filmen Helan & Halvan (2018) som handlade om just komikerparet Helan och Halvan. Steve Coogan spelade Stan Laurel (Halvan). Han återförenades sedan yterlligare en gång med Farell i komedin Holmes & Watson (2018), där Reilly spelar en komisk version av Dr. Watson.
Reilly återförenades även med Paul Thomas Andersson i filmen Licorice Pizza (2021) där han porträtterade skådespelaren Fred Gwynne i en kort cameo. Han hade sedan huvudrollen i HBO-serien Winning Time: The Rise of the Lakers Dynasty (2022-2023) där han porträtterade Los Angeles Lakers ägaren Jerry Buss. Trots gott mottagande så lades serien ner efter 2 säsonger.

### Musik och teater
Reilly har sjungit själv i alla sina framträdande som i Chicago och Walk Hard: The Dewey Cox Story. Till den sistnämnda filmen skrev han även låtarna till filmen och dess soundtrack. Soundtracket blev nominerad till en Grammy Award. Med låtarna turnérade han även som karaktären Dewey Cox och uppträdde live på en turné i USA 2007. Han har också spelat in musik med Jack White och har ett eget band som heter John Reilly & Friends.
Han har också synts i flera musikvideos, däribland för band som Beastie Boys, Fiona Apple, Jon Spencer Blues Explosion och Mr. Oizo.
Reilly står även på teaterscenen och blev tillsammans med Philip Seymour Hoffman nominerad till en Tony Award för sin roll i Sam Shephards pjäs True West. Han spelade också huvudrollen i en uppsättning av Marty och även i Linje lusta.

## Privatliv
Reilly är gift med filmproducenten Alison Dickey sedan 1992, de möttes under inspelningen av Uppgörelsen (1989) i Thailand. De har två söner varav den äldsta Leo, är musiker under namnet LoveLeo.
Reilly utövar transcendental meditation.

## Filmografi
| År   | Titel                                                  | Roll                           | Noter |
| ---- | ------------------------------------------------------ | ------------------------------ | --- |
| 1988 | Nico: Above the Law                                    | Barbuse                        | |
| 1989 | Uppgörelsen                                            | PFC. Herbert Hatcher           | |
| 1989 | Änglar på rymmen                                       | Ung munk                       | |
| 1990 | Days of Thunder                                        | Buck Bretherton                | |
| 1990 | State of Grace                                         | Stevie McGuire                 | |
| 1992 | Skuggor och dimma                                      | Polis vid polisstation         | |
| 1992 | Tur i oturen                                           | Jim Jr.                        | |
| 1992 | Hoffa                                                  | Pete Connelly                  | |
| 1993 | Gilbert Grape                                          | Tucker Van Dyke                | |
| 1994 | The River Wild                                         | Terry                          | |
| 1995 | Dolores Claiborne                                      | Const. Frank Stamshaw          | |
| 1995 | Georgia                                                | Herman                         | |
| 1996 | Hard Eight                                             | John Finnegan                  | |
| 1996 | Boys                                                   | Officer Kellogg Curry          | |
| 1997 | Nightwatch                                             | Deputy Inspector Bill Davis    | Okrediterad |
| 1997 | Boogie Nights                                          | Reed Rothchild                 | Florida Film Critics Circle Award for Best Cast Nominerad—Screen Actors Guild Award for Outstanding Performance by a Cast in a Motion Picture |
| 1997 | Chicago Cab                                            | Steve                          | |
| 1998 | Den tunna röda linjen                                  | Sergeant Storm                 | |
| 1999 | The Settlement                                         | Pat                            | |
| 1999 | Never Been Kissed                                      | Augustus Strauss               | |
| 1999 | For Love of the Game                                   | Gus Sinski                     | |
| 1999 | Magnolia                                               | Jim Kurring                    | Florida Film Critics Circle Award for Best Cast Nominerad—Screen Actors Guild Award for Outstanding Performance by a Cast in a Motion Picture |
| 2000 | Den perfekta stormen                                   | Dale 'Murph' Murphy            | |
| 2001 | The Anniversary Party                                  | Mac Forsyth                    | Nominerad—Independent Spirit Award for Best Supporting Male |
| 2002 | The Good Girl                                          | Phil Last                      | Nominerad—Independent Spirit Award for Best Supporting Male Nominerad—Satellite Award for Best Supporting Actor - Motion Picture |
| 2002 | Gangs of New York                                      | Happy Jack                     | Las Vegas Film Critics Society Award for Best Supporting Actor |
| 2002 | Chicago                                                | Amos Hart                      | Broadcast Film Critics Association Award for Best Cast Las Vegas Film Critics Society Award for Best Supporting Actor Screen Actors Guild Award for Outstanding Performance by a Cast in a Motion Picture Nominerad—Oscar för bästa manliga biroll Nominerad—Golden Globe Award for Best Supporting Actor – Motion Picture Nominerad—Phoenix Film Critics Society Award for Best Cast |
| 2002 | Timmarna                                               | Dan Brown                      | Las Vegas Film Critics Society Award for Best Supporting Actor Nominerad—Phoenix Film Critics Society Award for Best Cast Nominerad—Screen Actors Guild Award for Outstanding Performance by a Cast in a Motion Picture |
| 2003 | Anger Management                                       | Arnie Shankman som gammal      | Okrediterad |
| 2004 | The Aviator                                            | Noah Dietrich                  | Nominerad—Screen Actors Guild Award for Outstanding Performance by a Cast in a Motion Picture |
| 2004 | Criminal                                               | Richard Gaddis                 | |
| 2005 | Are You the Favorite Person of Anybody?                | Man med undersökning           | Kortfilm |
| 2005 | Dark Water                                             | Mr. Murray                     | |
| 2006 | A Prairie Home Companion                               | Lefty                          | Nominerad—Gotham Awards for Best Ensemble Cast |
| 2006 | Talladega Nights: The Ballad of Ricky Bobby            | Cal Naughton, Jr.              | |
| 2006 | Tenacious D: Världens bästa rockband                   | Sasquatch                      | Okrediterad |
| 2007 | Year of the Dog                                        | Al                             | |
| 2007 | Walk Hard: The Dewey Cox Story                         | Dewford "Dewey" Cox            | Las Vegas Film Critics Society Award for Best Song Nominerad—Golden Globe Award för bästa manliga huvudroll - musikal eller komedi Nominerad—Golden Globe Award for Best Original Song Nominerad—Grammy Award for Best Song Written for a Motion Picture, Television or Other Visual Media                                                                                            |
| 2008 | The Promotion                                          | Richard Wehlner                | |
| 2008 | Step Brothers                                          | Dale Doback                    | Även manusförfattare |
| 2009 | 9                                                      | 5                              | Röstroll |
| 2009 | Cirque du Freak: The Vampire's Assistant               | Larten Crepsley                | |
| 2010 | The Extra Man                                          | Gershon                        | |
| 2010 | Tim and Eric Awesome Show, Great Job! Chrimbus Special | Dr. Steve Brule                | TV-film |
| 2010 | Cyrus                                                  | John                           | Nominerad—Independent Spirit Award for Best Male Lead Nominerad—Satellite Award for Best Actor – Motion Picture Musical or Comedy |
| 2011 | Kickoffen                                              | Dean Ziegler                   | Nominerad—Independent Spirit Award for Best Supporting Male |
| 2011 | Vi måste prata om Kevin                                | Franklin                       | |
| 2011 | Fight for Your Right Revisited                         | Mike D (B-Boys 2)              | Kortfilm |
| 2011 | Terri                                                  | Mr. Fitzgerald                 | |
| 2011 | Carnage                                                | Michael                        | |
| 2012 | Tim and Eric's Billion Dollar Movie                    | Taquito                        | |
| 2012 | The Dictator                                           | Clayton                        | Okrediterad cameoroll |
| 2012 | Röjar-Ralf                                             | Röjar-Ralf                     | Röstroll, Även manusförfattare |
| 2013 | Anchorman 2                                            | The Ghost of Stonewall Jackson | Okrediterad cameoroll |
| 2014 | Björnar                                                | Berättaren                     | Dokumentär |
| 2014 | Life After Beth                                        | Maury Slocum                   | |
| 2014 | Guardians of the Galaxy                                | Rhomann Dey                    | |
| 2015 | Entertainment                                          | Kusin John                     | |
| 2015 | The Lobster                                            | Robert, den läspande mannen    | |
| 2015 | Tale of Tales                                          | King of Longtrellis            | |
| 2015 | Les Cowboys                                            | L'Américain                    | |
| 2015 | När Marnie var där                                     | Kiyomasa Oiwa                  | Röstroll |
| 2016 | Sing                                                   | Eddie Nudelman                 | Röstroll |
| 2017 | The Little Hours                                       | Father Tommasso                | |
| 2017 | Kong: Skull Island                                     | Hank Marlow                    | |
| 2018 | The Sisters Brothers                                   | Eli Sisters                    | Även producent |
| 2018 | Helan & Halvan                                         | Oliver Hardy                   | |
| 2018 | Röjar-Ralf kraschar internet                           | Röjar-Ralf                     | Röstroll |
| 2018 | Holmes & Watson                                        | John Watson                    | |
| 2021 | Licorice Pizza                                         | Fred Gwynne                    | Okrediterad cameo |
| 2022 | Stars at Noon                                          | Tidningsredaktör               | Cameo |
| 2023 | Once Upon a Studio                                     | Röjar-Ralf                     | Röstroll, kortfilm |

### TV
| År        | Titel                                        | Roll                | Notering                                        |
| --------- | -------------------------------------------- | ------------------- | ----------------------------------------------- |
| 1993      | Fallen Angels                                | Martin Lonsdale     | Avsnitt: "The Frightening Frammis"              |
| 1999      | Tenacious D                                  | Sasquatch           | Avsnitt: "Death of a Dream"                     |
| 2004      | Cracking Up                                  | Steve Evers         | Avsnitt: "Prom Night"                           |
| 2006      | Tom Goes to the Mayor                        | John                | Röstroll, avsnitt: "Friendship Alliance"        |
| 2006      | Saturday Night Live                          | Värd                | Avsnitt: "John C. Reilly / My Chemical Romance" |
| 2007–2010 | Tim and Eric Awesome Show, Great Job!        | Dr. Steven Brule    | 25 avsnitt                                      |
| 2008      | The Simpsons                                 | Sig själv           | Röstroll, avsnitt: "Any Given Sundance"         |
| 2010-2011 | Funny or Die Presents                        | John / Nikola Tesla | 2 avsnitt                                       |
| 2010-2016 | Check It Out! with Dr. Steve Brule           | Dr. Steve Brule     | 24 avsnitt, även skapare, manus och producent   |
| 2014      | Tim and Eric's Bedtime Stories               | Jordan              | Avsnitt: "Baby"                                 |
| 2014-2015 | Stone Quackers                               | Officer Barry       | Röstroll, 12 avsnitt, även producent            |
| 2015      | Bagboy                                       | Dr. Steve Brule     | TV-special, även manus och producent            |
| 2020      | Moonbase 8                                   | Robert "Cap" Caputo | 6 avsnitt, även manus och producent             |
| 2022-2023 | Winning Time: The Rise of the Lakers Dynasty | Jerry Buss          | 24 avsnitt                                      |

### Teater
| År        | Titel          | Roll              | Teater                                 |
| --------- | -------------- | ----------------- | -------------------------------------- |
| 1988      | Vredens druvor | Noah              | Steppenwolf Theatre Company, Chicago   |
| 2000      | True West      | Austin Lee        | Circle in the Square Theatre, New York |
| 2002-2003 | Marty          | Marty Piletti     | Huntington Theatre Company, Boston     |
| 2005      | Linje Lusta    | Stanley Kowalski  | Studio 54, New York                    |
| 2012      | 8              | David Blankenhorn | Wilshire Ebell Theatre, Los Angeles    |